# Gamba Oszaka
A Gamba Oszaka (japánul: ガンバ大阪, hepburn-átírásban: Gamba Ōsaka) egy japán labdarúgóklub, melynek székhelye Oszakaban található. A klubot 1980-ban alapították Nissan Motors FC néven és a J. League Division 1-ben szerepel.
A japán bajnokságot 2 alkalommal nyerte meg, egyszeres AFC-bajnokok ligája győztes (2008). 
Hazai mérkőzéseit a Suita City Football Stadiumban játssza. A stadion 39 694 fő befogadására alkalmas. A klub hivatalos színei a kék-fekete. Legnagyobb riválisuk a Cerezo Oszaka.

## Sikerlista
- Japán bajnok (2): 2005, 2014
- AFC-bajnokok ligája (1): 2008

## Ismert játékosok
- Kadzsi Akira
- Mijamoto Cunejaszu
- Jamagucsi Szatosi
- Endó Jaszuhito
- Mjódzsin Tomokazu
- Hasimoto Hideo
- Futagava Takahiro
- Nagasima Akihiro
- Jamagucsi Tosihiro
- Kodzsima Hiromi
- Uszami Takasi
- Óguro Maszasi
- Cuzuki Rjóta
- Jaszuda Micsihiro
- Konno Jaszujuki
- Magno Alves
- I Gunho
- Hans Gillhaus
- Mladen Mladenović
- Patrick M'Boma